# 1886 في فرنسا
فيما يلي قوائم الأحداث التي وقعت خلال عام 1886 في فرنسا.

## سياسة

### تعيين في المنصب
- 1 يناير – موريس روفييه عضو المجلس العام  [لغات أخرى]‏.

## ظهور
- 1 يناير – تذكرة اليانصيب رواية من تأليف جول فيرن.

## كتب
من الكتب التي صدرت هذه السنة في فرنسا:
- 1 يناير – تذكرة اليانصيب من تأليف جول فيرن.
- 1 يناير – جريمة الحب من تأليف بول بورجيه.
- 1 يناير – روبور الفاتح من تأليف جول فيرن.
- 1 يناير – فريت فلاك من تأليف جول فيرن.

## مواليد

### يناير
- 3 يناير – جنفياف فوكونييه كاتبة فرنسية.

### مارس
- 2 مارس – هنري ماسيه مستشرق فرنسي.
- 7 مارس – جاك ماجوريل رسام فرنسي.

### أبريل
- 11 أبريل - إدموند جوجون، شاعر فرنسي.
- 11 أبريل – فرانسوا بيير أليب
- 15 أبريل – أميديه أوزنفان رسام فرنسي.

### مايو
- 12 مايو – غابيريل بونور كاتب فرنسي.
- 19 مايو – فرانسيس بيدل

### يوليو
- 6 يوليو – مارك بلوك

### أغسطس
- 1 أغسطس – غاستون كاستل مهندس معماري فرنسي.

### سبتمبر
- 16 سبتمبر – جان آرب
- 27 سبتمبر – لوسيان غاودان مسايف فرنسي.

### أكتوبر
- 30 أكتوبر – آلان-فورنييه كاتب فرنسي.

### نوفمبر
- 15 نوفمبر – ريني غينون

### ديسمبر
- 12 ديسمبر – فرانسوا بلانشي لاعب كرة مضرب فرنسي.

## وفيات

### يناير
- 6 يناير – أديمار جان كلود بري دو سانت (مواليد 1797) رياضياتي فرنسي.

### فبراير
- 12 فبراير – جول يامين (مواليد 1818) فيزيائي فرنسي.

### نوفمبر
- 11 نوفمبر – بول بيرت (مواليد 1833)